# Tuliskriyo
Tuliskriyo is een bestuurslaag in het regentschap Blitar van de provincie Oost-Java, Indonesië. Tuliskriyo telt 3256 inwoners (volkstelling 2010).